# Stenothericles porcellus
Stenothericles porcellus is een rechtvleugelig insect uit de familie Thericleidae. De wetenschappelijke naam van deze soort is voor het eerst geldig gepubliceerd in 1936 door Miller.